# Списък на реките в Хърватия
А — Б — В — Г — Д —
Е — Ж — З — И — Й —
К — Л — М — Н — О —
П — Р — С — Т — У —
Ф — Х — Ц — Ч — Ш —
Щ — Ю — Я

### Б
- Босут

### В
- Вука (114 км)

### Д
- Добра (104 км)
- Драва (710* км, от които 322 км в Хърватия, в т.ч. 23 км по границата със Словения и 133 км по границата с Унгария), десен приток на Дунав
- Дунав (188 км в Хърватия)

### К
- Карашица (91 км)
- Корана
- Крапина (75 км)
- Купа (297* км от които ? км по границата със Словения), десен приток на Сава

### М
- Мирна (53 км)
- Мура (464* км, от които 80 км в Хърватия, в т.ч. 37 км по границата със Словения и 43 км по границата с Унгария), ляв приток на Драва

### Н
- Неретва (с обща дължина 225 км, от които 22 км в Хърватия)

### О
- Одра (83 км)

### П
- Плитвица (65 км)

### С
- Сава (947* км, от които ? в Хърватия), десен пирток на Дунав
- Сутла (92 км)

### У
- Уна (212* км, от които ? в Хърватия), десен приток на Сава

### Ц
- Цетина (100 км)

### Ч
- Чесма (123.5 км)